# شلمزار
شَلَمزار مرکز شهرستان کیار در استان چهارمحال و بختیاری است. شلمزار در فاصله ۸ کیلومتری از شهر گهرو است.

## وجه تسمیه
شلم در لغت نامه دهخدا به معنی کتیرا می‌باشد و لذا شلمزار به معنی کتیرا زار یعنی جایی که کتیرا در آن بسیار می‌روید می‌باشد اکنون نیز گیاه کتیرا در کوه‌های اطراف وجود دارد.
البته وجه تسمیه‌های دیگری نیز بیان شده که سندیت محکمی ندارد از قبیل شالم زر یعنی کسی که شالی از طلا دارد این حاکی از حکایتی است که دریکی از کتب ارامنه ساکن شلمزار قدیم نوشته شده که بیان‌کننده داستانی از نبرد پهلوان شاه عباس با یک مرد تنومند و قوی از ارامنه شلمزار بوده است و دیگر آنکه برخی گفته‌اند شلمزار به معنای دشتی است که در آن شلم (گیاهی از خانواده کتیرا) می‌روییده و برخی گفته‌اند شلم با ضمه تلفظ شده و به معنای محلی بوده که پس از بارندگی همراه با گل و شل می‌شده است.

## مردم‌شناسی
مردم این شهر از ایل بختیاری عمداتا از طوایف باب دورکی می‌باشند و به گویش بختیاری صحبت می‌کنند.

### جمعیت
بر پایه سرشماری عمومی نفوس و مسکن در سال۱۳۹۵، جمعیت شلمزار ۶٬۸۹۹ نفر (۳٬۱۰۱ خانوار) بوده است.

## اقتصاد

### کشاورزی
درآمد مردم در شلمزار به ترتیب اهمیت از منابع زیر حاصل می‌شود
۱) زراعت، باغداری و دامداری
این شهر دارنده زمین‌های حاصلخیز به نام‌های دیز دشت، شلمزار بالا، چاری، سل آباد و سر سه گرد می‌باشد. این شهر دارای باغهایی به نام‌های احمدآباد، چزغان، چنار سبز، همایی، قزلجه و دولا می‌باشد
1. کامیون داری و رانندگی به طوری که به نظر می‌رسد بعد از فرخشهر بیشترین تعداد کامیون و تریلر در استان در این شهر باشد
2. ادارات و کارخانجات
3. کار در کشورهای حاشیه خلیج فارس و تاحدودی کشورهای غربی

### صنعت
کارخانه‌های شلمزار شامل کارخانه مواد شوینده اطلس شیمی آذرخش، کارخانه آرد سازی، کارگاه‌های ترشی‌سازی و کارخانه آب معدنی کوهرنگ هستند.

## گردشگری
۱-قلعه صمصام السلطنه
1. دریاچه شلمزار
2. حمام پایین شلمزار
3. حمام گرکعلی

۵_ کوه زره
1. قلعه تاریخی چنار سبز
2. باغ محسن خان‌فروغی

## ورزش
شلمزار به دلیل ارتفاع بیش از دو هزار متری از سطح دریا از سوی کارشناسان ورزشی به عنوان یکی از مستعدترین مناطق برای ورزشهای انفرادی به ویژه دو و میدانی در ایران اعلام شده است. عباس صمیمی، محمد صمیمی، دانیال صفی و محمود صمیمی از جمله نام آوران این شهر در رشته پرتاب دیسک هستند.